# Elaphoglossum indrapurae
Elaphoglossum indrapurae är en träjonväxtart som beskrevs av Richard Eric Holttum 1966. Elaphoglossum indrapurae ingår i släktet Elaphoglossum och familjen Dryopteridaceae. Inga underarter finns listade.